# Північно-Західний індіанський коледж
Північно-Західний індіанський коледж  (діалектом луммі Xwlemi Elh>Tal>Nexw Squl, англ. Northwest Indian College, NWIC)  — громадський коледж в Беллінгемі, штат Вашингтон, США, який має статус племінного земельного навчального закладу, тобто отримує державну підтримку для розвитку освіти серед корінних народів і розташований в індіанській резервації. Заснований народом Луммі, він є єдиним акредитованим племінним коледжем або університетом, що обслуговує резерваційні громади Вашингтона, Орегону та Айдахо.

## Історія
Коледж було створено у відповідь на потреби американських індіанців у вищій освіті, що постають особливо гостро серед географічно ізольованих груп населення, які не мають інших засобів доступу до освіти за межами середньої школи.
Заклад розпочав свою роботу в 1973 році як Індіанська школа аквакультури Луммі, що була створена, щоб забезпечити місцевих техніків для роботи в інкубаторіях риби та молюсків у США і Канаді, якими володіють і керують індіанці. У 1983 році народ Луммі зареєстрував заклад як громадський племінний коледж, щоб задовольнити потребу членів племені в більш повній післясередній освіті.
Коледж проводив кампанію за акредитацію Північно-Західної комісії коледжів та університетів у 1988 році. Комісія підтвердила акредитацію в 1993 році, і Громадський колледж Луммі став Північно-Західним індіанським коледжом. Рік потому заклад отримав статус земельного коледжу разом із 31 іншим племінним коледжем.
Роки розширення програми та відданості привели до того, що з вересня 2008 року коледж отримав акредитацію Північно-Західної комісії з коледжів та університетів як навчальний заклад з чотирирічною програмою, що надає ступінь бакалавра.
З 2012 року президентом NWIC є Джастін Гіллорі (плем'я Нез Перс), з індіанської резервації Нез Перс у Лапваї, штат Айдахо.

## Освіта
Заклад пропонує ступені бакалавра мистецтв, бакалавра наук, асистента мистецтв і наук, асоційованого спеціаліста з наук, асоційованого спеціаліста з прикладних наук та асоційованого спеціаліста з технічних мистецтв. Станом на 2011 рік це був один із семи племінних коледжів у США, які пропонують ступінь, пов'язаний з управлінням племенами.
Коледж є відкритим, тобто для подання заявки не потрібні результати тестів SAT або ACT.

## Капмус

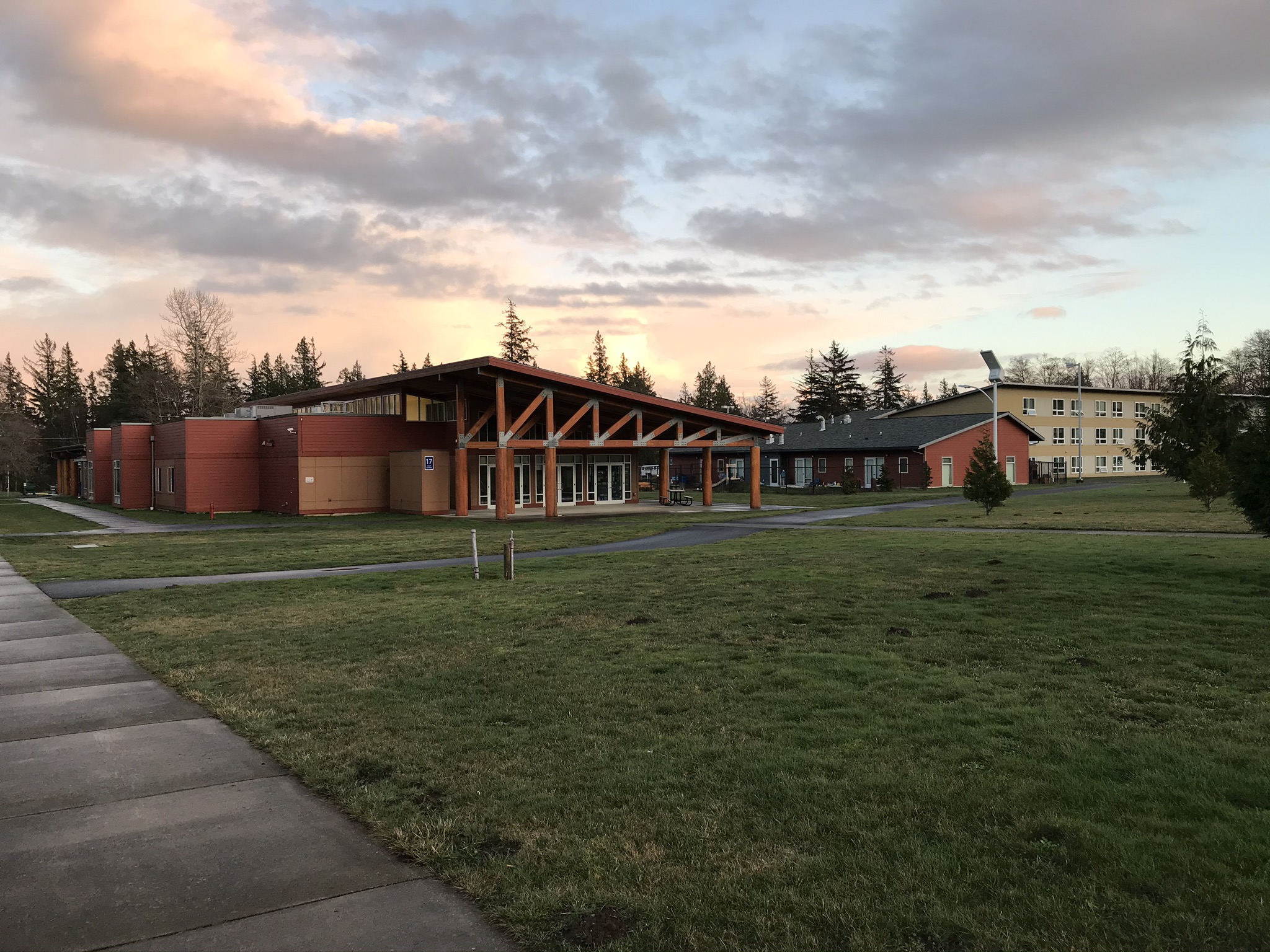
Будівлі в кампусі NWIC

Північно-Західний індіанський коледж розташований в індіанській резервації Луммі в штаті Вашингтон, поблизу міста Беллінгем. Окрім головного кампусу коледж має шість філій, розташованих у Свіноміші, Тулаліпі, Порт-Гембл-С'Клалам, Маклшуті, Ніскваллі та Не-персе.

## Партнерські відносини
NWIC є членом Консорціуму вищої освіти американських індіанців (AIHEC), спільнотою племінних і федеральних установ, які працюють над зміцненням племінних націй і внесенням тривалих змін у життя американських індіанців і корінних жителів Аляски.
Стипендії доступні через Фонд коледжів американських індіанців (AICF) і Фонд NWIC.